# Toxicodendron vernix
Toxicodendron vernix là một loài thực vật có hoa trong họ Đào lộn hột. Loài này được (L.) Shafer miêu tả khoa học đầu tiên năm 1908.
Loài thực vật này chỉ mọc trên đất rất ẩm ướt hoặc ngập nước, thường ở đầm lầy, ở đông Hoa Kỳ và Canada. 

## Hình ảnh

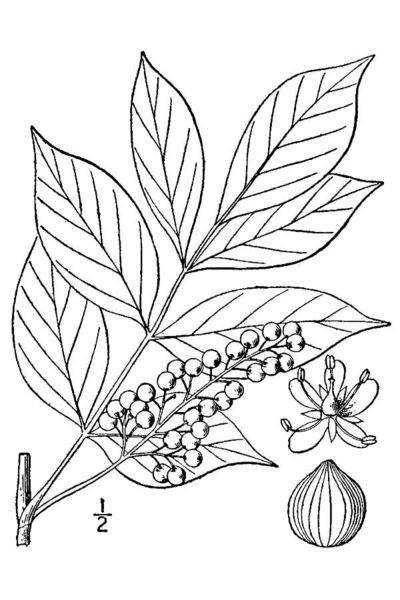
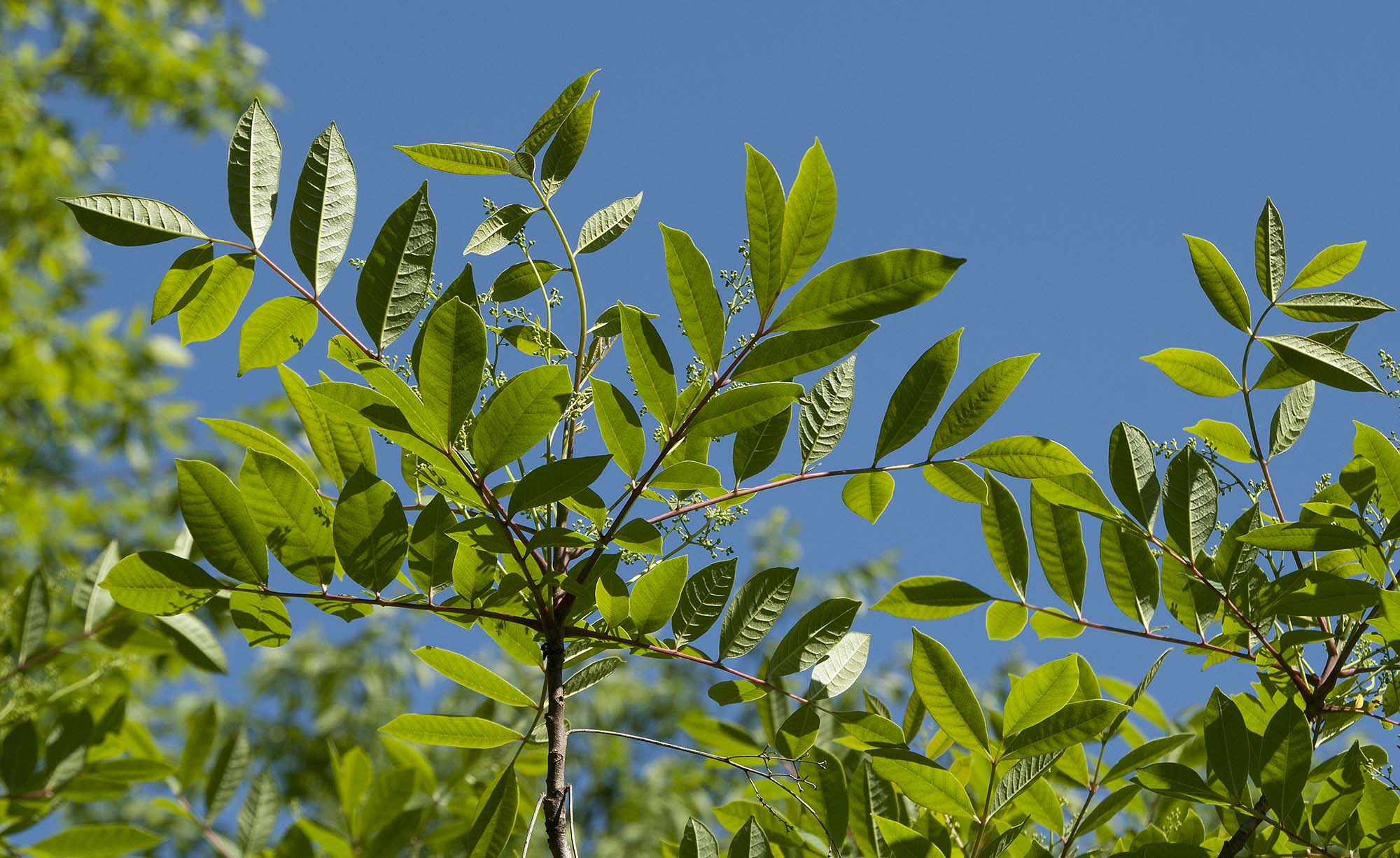
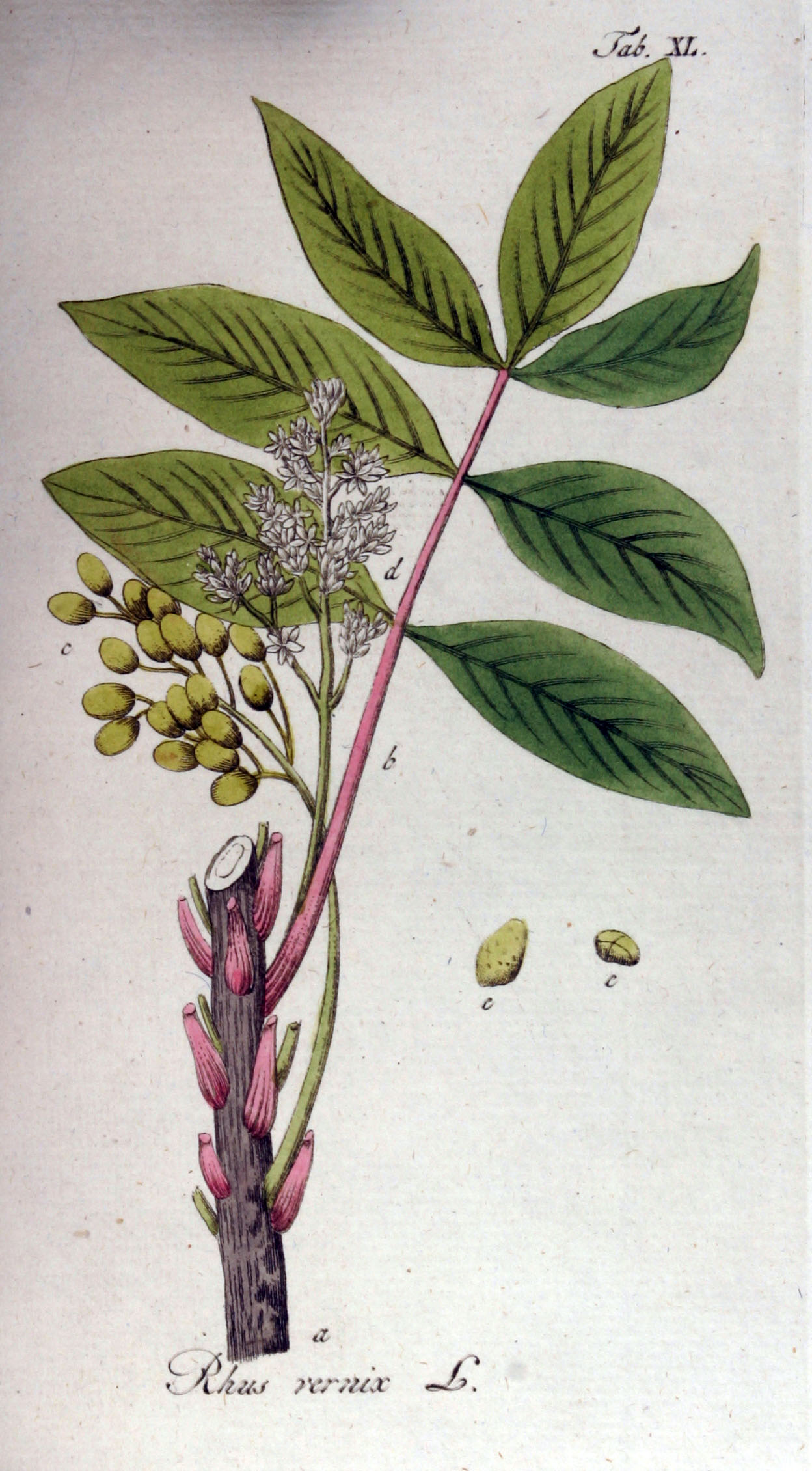
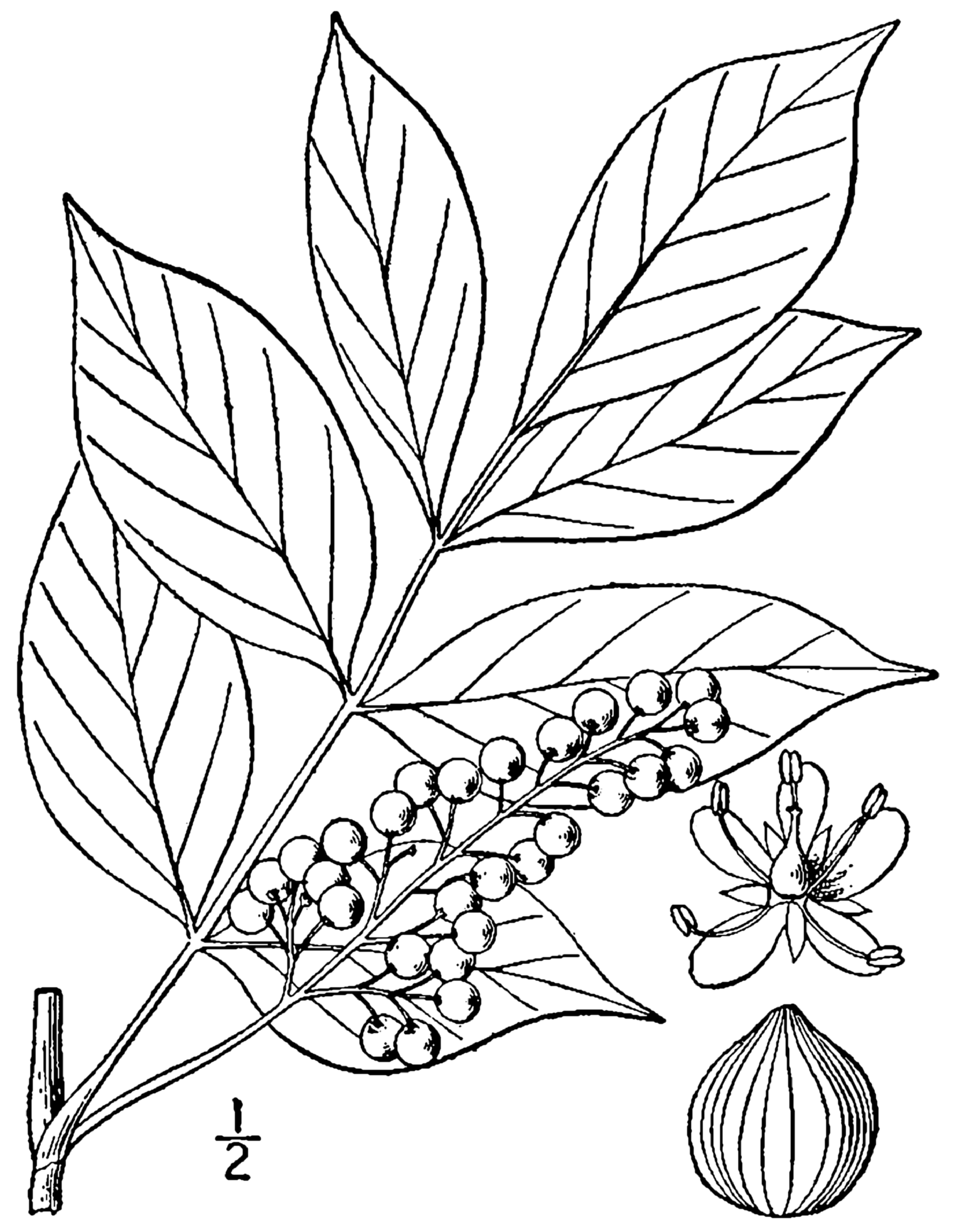